# 岩村駅
岩村駅（いわむらえき）は、岐阜県恵那市岩村町にある、明知鉄道明知線の駅である。駅番号は5。

## 歴史
- 1934年（昭和9年）1月26日：国鉄明知線阿木駅 - 当駅間開通時に開業[1][2]。一般駅[2]。
- 1974年（昭和49年）
  - 4月1日：駅での出札および改札を省略[3]。
  - 12月1日：車扱貨物・チッキの取扱を廃止（旅客駅となる）[4]。駅員無配置駅となる[5]。
- 1985年（昭和60年）11月16日：明知鉄道に転換[1][2]。
- 2001年（平成13年）10月：中部の駅百選に選定される[6]。
- 2004年（平成16年）3月25日：閉塞方式変更により、腕木式信号機使用停止[7]。
- 2006年（平成18年）4月14日：廃止した腕木式信号機を構内のモニュメントとして復元[8]。駅長の許可が下りれば操作できるようにした[8]。

## 駅構造
上り線と下り線が斜交いに向き合う2面2線の相対式（千鳥式）ホームを持つ地上駅。明知線内唯一の列車交換（行違い）可能駅となっている。跨線橋などは無く、構内踏切で連絡している。
有人駅である。駅舎内には「御用承り処」と称する観光案内所がある。
腕木式信号機を300円で操作体験ができる珍しい駅である

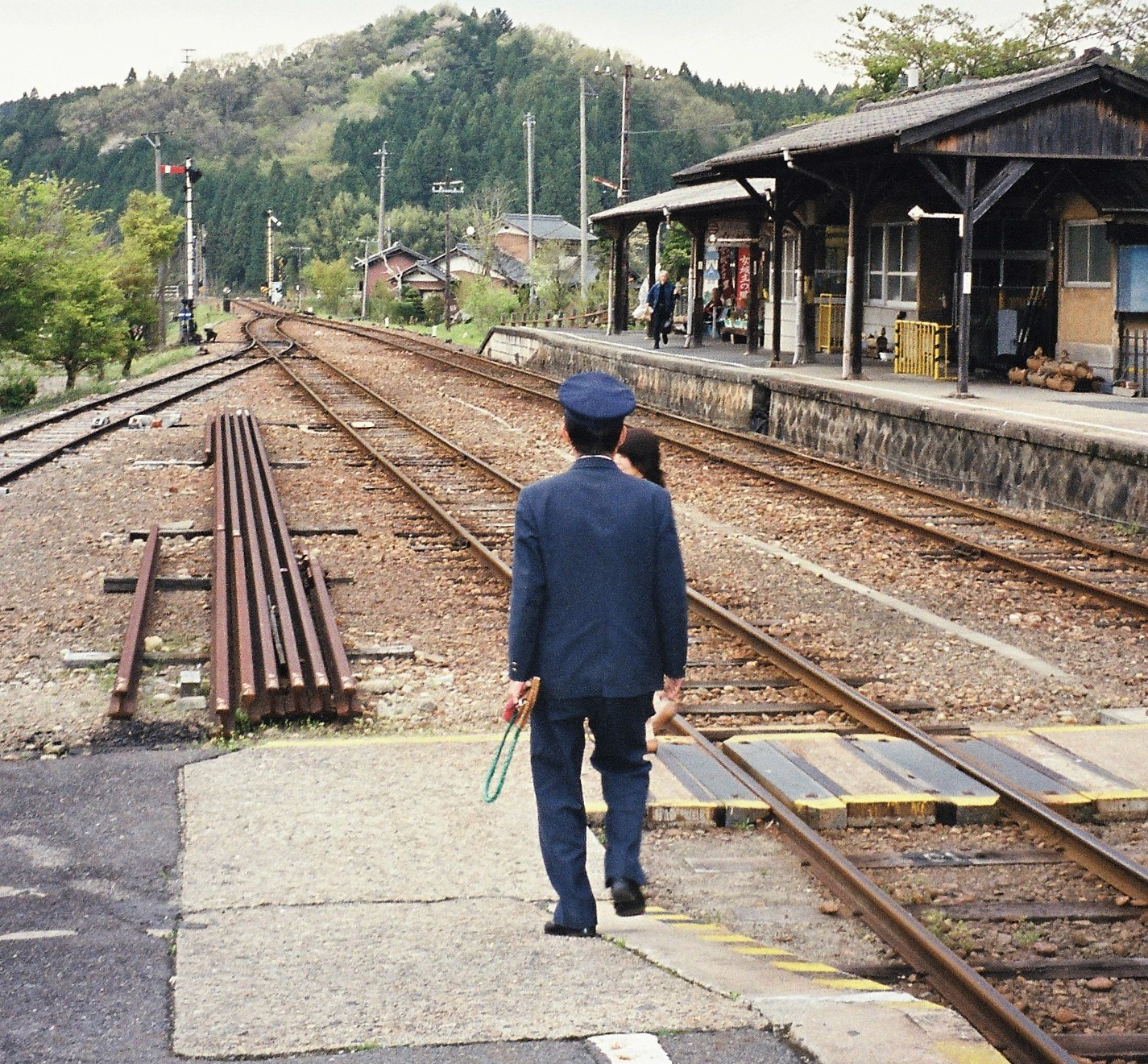
タブレット閉塞だった頃の構内の様子（2003年4月）
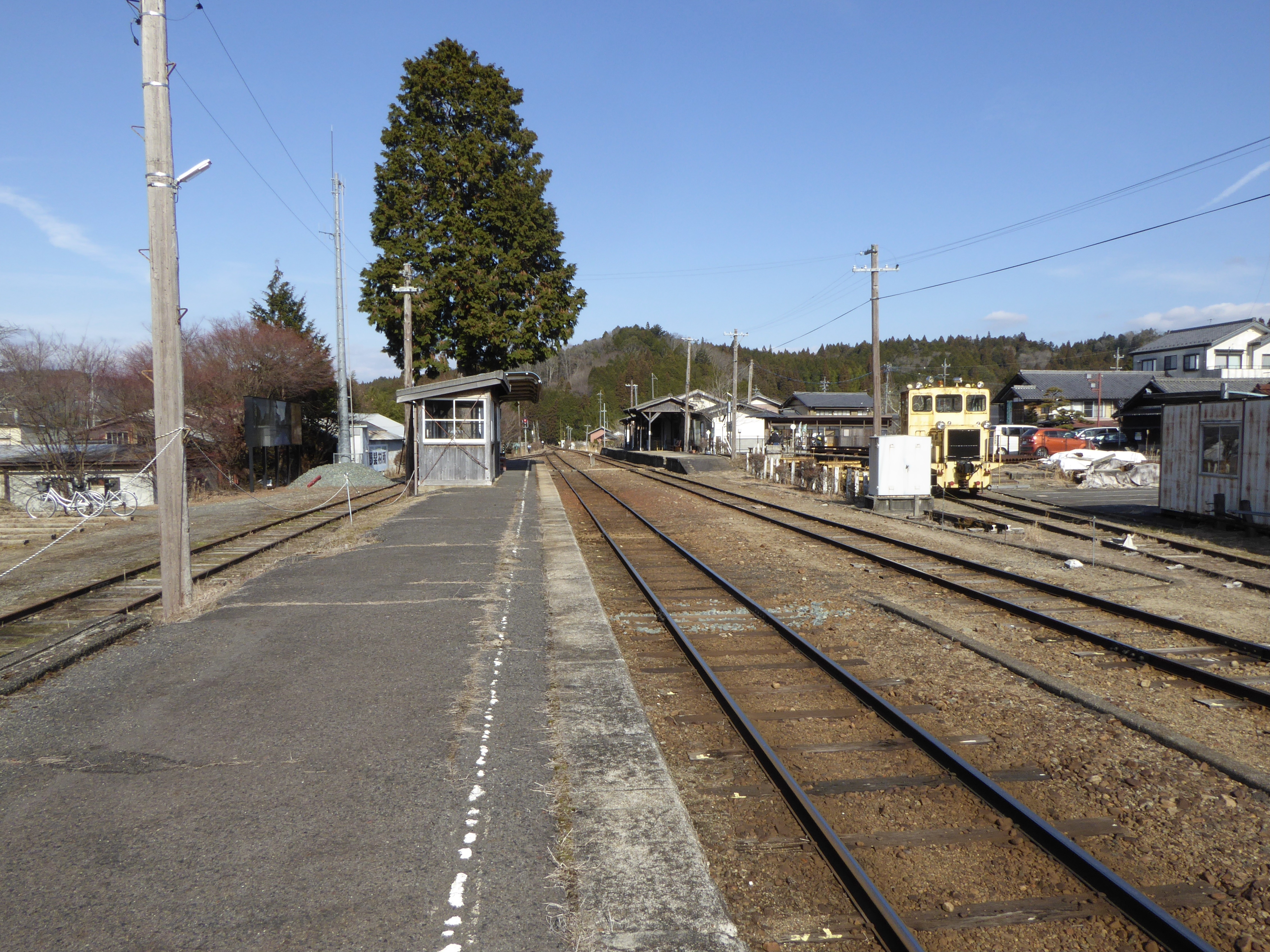
上りホームから見た構内（2022年1月）

## 駅周辺
基本的には住宅地だが、広い駅前広場を持つ。徒歩3分ほどで岩村町商店街に出る。
- 岩村地域振興事務所（旧・岩村町役場）
- 岩村城跡（日本100名城・日本三大山城）[9]
- 中馬街道
- 岩村本通り（重要伝統的建造物群保存地区）[9]
- 恵那市立岩邑小学校
- 恵那市立岩邑中学校
- 岐阜県立恵那特別支援学校（旧岐阜県立岩村高等学校）
- 国道257号
- 国道363号
- 国道418号

### バス路線
- 恵那市自主運行バス 上矢作線 他

## その他
- 2012年（平成24年）の映画『キツツキと雨』のロケ地として使用された[10]。
- 2013年（平成25年）11月11日の21：00からTBS系列で放送された秋のドラマ特別企画『命〜天国のママへ〜』の撮影ロケ地として、架空駅「かしも(加子母)」駅の設定で岩村駅が選定されている。駅前ロケの他、恵那方のホームでも撮影が行われ、明智方は “ひのきだ”、恵那方は “えなしろ” の架空駅名標の設定で撮影ロケが行われている[要出典]。
- 2018年（平成30年）上期NHK連続テレビ小説『半分、青い。』で駅前の岩村町本通り西町商店街が「ふくろう町商店街」として主要ロケ地になったが、駅シーンは跨線橋のシーンを入れたいという理由で、本駅ではなく、別の駅（沢入駅）でのロケとなった[11]。

## 隣の駅
明知鉄道
■明知線
- 急行「大正ロマン号」停車駅

極楽駅（6） - 岩村駅（5） - 花白温泉駅（4）